# Liste der Werke von Wolfram Köberl
Die Liste der Werke von Wolfram Köberl enthält in chronologischer Reihenfolge Werke des österreichischen Malers und Bildhauers Wolfram Köberl (* 1927; † 2020).
- Schwaz: Franziskanerkirche hl. Franziskus – Predellen-Gemälde sel. Engelbert Kolland (1948)
- Innsbruck: Dreiheiligenkirche hll. Primin, Rochus und Sebastian – Deckenfresko im Chor Engelskonzert (1950)
- Kramsach: Kapelle Maria auf Karmel auf dem Hilariberg – Zwei Gemälde hl. Kamillus und hl. Notburga (1950)
- Mutters: Pfarrkirche hl. Nikolaus – Entwürfe für Glasfenster (1951)
- Oberndorf bei Salzburg: Wallfahrtskirche Maria Heimsuchung in Maria Bühel – Deckenfresko im Querhaus (1951)
- Untermieming: Friedhofskapelle – Deckenfresken (1951)
- Abfaltersbach: Filialkirche Mariä Heimsuchung – Deckenfresken (1951–1952)
- Vorderhornbach: Expositurkirche hl. Johannes d. T. – Hochaltar-Gemälde und Entwurf des Tabernakels (1952)
- Stift Fiecht: Abtei St. Georgenberg-Fiecht – Bozzetto im Stiftsmuseum Begegnung der Maria und Elisabeth (1952)
- Fuschl am See: Pfarrkirche hl. Erasmus – Deckenfresken (1952)
- Innsbruck: Pfarrkirche Mariahilf – Fresko in der Laterne der Kuppel (1953)
- Suben: Ehemalige Augustiner-Chorherren-Stiftskirche hl. Augustinus – Kuppelfresko im Chor (1953)
- Reschen am See: Pfarrkirche St. Sebastian – Wandfresken in der Apsis (1953)
- Sillian: Kapelle zu Unserem Herrn im Elend – Deckenfresken (1953)
- Breitenbach am Inn: Pfarrkirche hl. Petrus – Fassadenfresko (1954)
- Oberperfuss: Kriegergedächtniskapelle – Fresko (1954)
- Hart im Zillertal: Wallfahrtskirche Maria Reinigung am Harterberg – Deckenfresko (1954)
- Ettal: Benediktiner-Kloster – Deckenfresko im Betraum (1954)
- Sparchen: Pfarrkirche hl. Josef – Hochaltar-Fresko und Deckenfresko im Chor (1954)
- Außervillgraten: Pfarrkirche hl. Gertraud von Nivelles – Deckenfresken im Chor (1955)
- Neukirchen am Großvenediger: Pfarrkirche hl. Johannes d. T. – Deckenfresken im Chor (1955)
- Gföhl: Pfarrkirche hl. Andreas – Deckenfresken (1955)
- Stift Fiecht: Abtei St. Georgenberg-Fiecht – Votivbild im Stiftsmuseum (1955)
- Altpölla: Pfarrhof – Deckenfresken im Festsaal (1955)
- Weitra: Rathaus – Deckenfresken im Festsaal (1956)
- Ardagger Stift: Ehem. Kollegiats-Stiftskirche/Pfarrkirche hl. Margarete – Ergänzung der Deckenfresken in der Dreikönigskapelle/ehem. Brunnenhaus (1956)
- Dalaas: Kirche Hl. Kreuz – Decken- und Wandfresken (1956)
- Maria Lanzendorf: Pfarr- und Wallfahrtskirche/Ehem. Franziskanerkirche – Deckenfresken in der Chorkuppel (1956)
- Salzburg: Kapelle hl. Philippus Neri – Kuppelfresko (1956)
- Suben: Ehem. Augustiner-Chorherren-Stiftskirche hl. Augustinus – Kreuzweg-Gemälde (1956)
- Innsbruck: Prämonstratenser-Stift Wilten – Deckenfresken im Norbertisaal (1957)
- Reutte: Kirche Herz Mariä in der Siedlung Tränke – Deckenfresken (1957)
- Flaurling: Pfarrkirche hl. Margarethe – Deckenfresken (1958)
- Steinach am Brenner: Pfarrkirche hl. Erasmus – Deckenfresken im Chor (1958)
- Alpbach: Pfarrkirche hl. Oswald – Deckenfresken im Chor (1959)
- Bischofshofen: Missionshaus-Kirche hl. Rupert – Hochaltar-Gemälde (1959)
- Lans: Bildstock am Ortsausgang Richtung Aldrans (1959 und 1986)
- Alpbach: Pfarrkirche hl. Oswald – Oberbild des rechten Seitenaltars Pietà (1960)
- Ködnitz, Kals am Großglockner: Pfarrkirche hl. Rupert – Deckenfresken (1960)
- Stift Fiecht: Abtei St. Georgenberg-Fiecht: Benediktiner-Stiftskirche hl. Josef – Zwei Gemälde hl. Benedikt und hl. Michael (1961)
- Zell am Ziller: Pfarrkirche hl. Veit – Zwei Vorsatzgemälde an den Seitenaltären hl. Notburga und sel. Engelbert Kolland (1961/62)
- Imst: Ehem. Kloster der Barmherzigen Schwestern – Hochaltar-Gemälde in der Hauskapelle (1962)
- Hinterhornbach: Pfarrkirche Unserer Lieben Frau vom Guten Rat – Deckenfresken (1962)
- Großdorf bei Kals am Großglockner: Kapelle hl. Petronilla – Deckenfresken (1962)
- Kolsass: Pfarrkirche Mariä Heimsuchung – Deckenfresken im Langhaus (1962)
- Prägraten: Pfarrkirche hl. Andreas – Deckenfresken (1962)
- Freiburg im Breisgau: Kapelle hl. Michael am alten Friedhof – Fresken in der Vorhalle (1963)
- Innsbruck-Hötting: Alte Pfarrkirche hll. Ingenuin und Albuin – Kreuzweg-Gemälde (1963)
- Ossiach: Ehem. Benediktiner-Stiftskirche/Pfarrkirche Mariä Himmelfahrt – Wandfresko im Chor (1963)
- Angath: Pfarrkirche hl. Geist und hl. Martin – Deckenfresken (1964)
- Wien (1. Bezirk): Ehem. Universitätskirche/Jesuitenkirche Mariä Himmelfahrt, hll. Ignatius und Franz Xaver – Gemälde in der Kapelle der Hl. Familie Flucht nach Ägypten (1964)
- Oberpeischlach bei Kals am Großglockner: Kapelle Mariä Heimsuchung/Mariahilf – Aufsatz-Gemälde Mariä Heimsuchung (1964)
- Großdorf bei Kals am Großglockner: Kapelle hl. Petronilla – Kreuzweg-Gemälde (1964)
- Unterassling: Pfarrkirche Hl. Dreifaltigkeit – Deckenfresken (1964)
- Koblach: Pfarrkirche hl. Kilian – Deckenfresken (1965)
- Vorderhornbach: Expositurkirche hl. Johannes d. T. – Deckenfresken (1965)
- Nikolsdorf: Pfarrkirche hl. Bartholomäus – Zwei Seitenaltar-Gemälde Christus und Maria (1965)
- Finkenberg: Pfarrkirche hl. Leonhard – Deckenfresken in Medaillons (1965)
- Angath: Pfarrkirche Hl. Geist und hl. Martin – Hochaltar-Gemälde, Zwei Seitenaltar-Gemälde (1965–1966)
- Elmen: Pfarrkirche Hll. Drei Könige – Aufbau des Hochaltars (1966)
- Rum: Pfarrkirche hl. Georg – Deckenfresken (1966)
- Uderns: Pfarrkirche hl. Briccius – Hochaltar-Gemälde (1967)
- Galtür: Pfarr- und Wallfahrtskirche Mariä Geburt – Deckenfresken im Westen des Langhauses (1967)
- Kitzbühel: Hotel Goldener Greif – Fassadenfresken (1969)
- Bruchsal: Schloss – Rekonstruktion der Deckenfresken im Fürstensaal von Johann Zick (1969)
- Silz: Haus Bundesstraße Nr. 114 – Fresko am Mittelerker (1972). Haus wurde im Jahr 2009 abgerissen
- Schwarzach im Pongau: Vikariatskirche Zur Unbefleckten Empfängnis Mariä – Hochaltar-Gemälde (1972)
- Hippach: Pfarrkirche hll. Ingenuin und Albuin – Deckenfresken (1973)
- Wien (1. Bezirk): Franziskanerkirche hl. Hieronymus – Zwei Ober-Gemälde Lamm Gottes und Schweißtuch der Veronika (1974)
- Bruchsal: Schloss – Rekonstruktion der Deckenfresken im Marmorsaal von Johann Zick (1974)
- Elbigenalp: Ölberg-Kapelle Hl. Kreuz – Deckenfresken (1974)
- Breitenwang: Dekanatspfarrkirche hll. Petrus und Paulus – Deckenfresken im Langhaus (1975)
- Plangeroß bei St. Leonhard im Pitztal: Pfarrkirche Mariahilf – Deckenfresken (1976)
- St. Johann in Tirol: Gasthof Post – Fassadenfresken (1976)
- St. Georgenberg: Hl.-Blut-Kapelle – Fresko (1977)
- Zaunhof bei St. Leonhard im Pitztal: Expositurkirche hl. Josef – Deckenfresken (1978)
- Plangeroß bei St. Leonhard im Pitztal: Pfarrkirche Mariahilf – Kreuzweg-Gemälde (1978)
- Stams: Zisterzienser-Stiftskirche Mariä Himmelfahrt – Rekonstruktion der Wandfresken in der nördlichen und südlichen Apsis (1978–1979)
- Obsteig: Pfarrkirche hl. Josef – Deckenfresken (1981)
- Fieberbrunn: Pfarrkirche hll. Primus und Felizian – Deckenfresken (1983)
- Grieskirchen: Pfarrkirche hl. Martin – Deckenfresken (1988)
- Judenstein: Ehemalige Wallfahrtskirche Mariä Heimsuchung – Deckenfresken und Hochaltar-Gemälde (1989)
- Salzburg: Dreifaltigkeitskirche – Wandfresken (1991)
- Bach: Pfarrkirche Mariä Lichtmess – Deckenfresken (1991–1992)
- Düsseldorf: Karmelitessenkapelle hl. Joseph – Deckenfresken (1994–1995)
- Hinterhornbach: Pfarrkirche Unsere Liebe Frau vom Guten Rat – Seitenaltar-Gemälde (1996)
- Innsbruck: Dom zu St. Jakob – Seitenaltar-Gemälde hl. Anna (2003)
- St. Georgenberg: Kreuzweg-Stationen am Weg von Fiecht nach Georgenberg